# العلاقات المجرية البوليفية
العلاقات المجرية البوليفية هي العلاقات الثنائية التي تجمع بين المجر وبوليفيا.

## مقارنة بين البلدين
هذه مقارنة عامة ومرجعية للدولتين:
| وجه المقارنة                                              | المجر                                                       | بوليفيا                                          |
| --------------------------------------------------------- | ----------------------------------------------------------- | ------------------------------------------------ |
| المساحة (كم2)                                             | 93.04 ألف                                                   | 1.10 مليون                                       |
| عدد السكان (نسمة)                                         | 9.78 مليون                                                  | 11.05 مليون                                      |
| الكثافة السكانية (ن./كم²)                                 | 105.12                                                      | 10.05                                            |
| العاصمة                                                   | بودابست                                                     | سوكري، لاباز                                     |
| اللغة الرسمية                                             | لغة مجرية                                                   | اللغة الإسبانية، اللغة الأيمرية، كتشوا، غوارانية |
| العملة                                                    | فورنت مجري                                                  | بوليفاريو بوليفي                                 |
| الناتج المحلي الإجمالي (بليون دولار)                      | 139.14 مليار                                                | 37.51 مليار                                      |
| الناتج المحلي الإجمالي (تعادل القوة الشرائية) بليون دولار | 260.42 مليار                                                | 74.58 مليار                                      |
| الناتج المحلي الإجمالي الاسمي للفرد دولار أمريكي          | 12.36 ألف                                                   | 3.08 ألف                                         |
| الناتج المحلي الإجمالي للفرد دولار أمريكي                 | 25.07 ألف                                                   | 6.63 ألف                                         |
| مؤشر التنمية البشرية                                      | 0.828                                                       | 0.662                                            |
| رمز المكالمات الدولي                                      | +36                                                         | +591                                             |
| رمز الإنترنت                                              | .hu                                                         | .bo                                              |
| المنطقة الزمنية                                           | ت ع م+01:00، ت ع م+02:00، أوروبا/بودابست ‏، توقيت وسط أوروبا | 00                                               |

## منظمات دولية مشتركة
يشترك البلدان في عضوية مجموعة من المنظمات الدولية، منها:
| علم المنظمة | اسم المنظمة                        | تاريخ انضمام المجر | تاريخ انضمام بوليفيا |
| ----------- | ---------------------------------- | ------------------ | -------------------- |
|             | الاتحاد البريدي العالمي            | ?                  | ?                    |
|             | مؤسسة التنمية الدولية              | 29 أبريل 1985      | 21 يونيو 1961        |
|             | منظمة حظر الأسلحة الكيميائية       | ?                  | ?                    |
|             | منظمة التجارة العالمية             | 1995               | 12 سبتمبر 1995       |
|             | الأمم المتحدة                      | 14 ديسمبر 1955     | 14 نوفمبر 1945       |
|             | وكالة ضمان الاستثمار متعدد الأطراف | 21 أبريل 1988      | 3 أكتوبر 1991        |
|             | منظمة الشرطة الجنائية الدولية      | ?                  | ?                    |
|             | مؤسسة التمويل الدولية              | 29 أبريل 1985      | 20 يوليو 1956        |
|             | الاتحاد الدولي للاتصالات           | 1866               | 1 يونيو 1907         |
|             | البنك الدولي للإنشاء والتعمير      | 7 يوليو 1982       | 27 ديسمبر 1945       |
|             | يونسكو                             | 14 سبتمبر 1948     | 13 نوفمبر 1946       |

## وصلات خارجية
- موقع وزارة الخارجية المجرية
- موقع وزارة الخارجية البوليفية